# Dorchester (Boston)
Pour les articles homonymes, voir Dorchester.
Dorchester est le plus vaste quartier de la ville de Boston, dans l'État du Massachusetts, aux États-Unis. Avec une superficie de 15,54 km2, Dorchester constituait autrefois une cité autonome. La localité fut nommée d'après la ville homonyme d'Angleterre, de laquelle provenait un certain nombre d'émigrés puritains en 1630 sur le navire Mary et John et est aujourd'hui parfois surnommée « Dot » par ses habitants. C'était encore une ville essentiellement rurale avec une population de 12 000 quand le quartier a été annexé par Boston en 1870. Les lignes de chemin de fer et de tramway ont apporté une croissance rapide de la population pour atteindre 150 000 habitants en 1920. Au recensement de 2010 (census 2010) la population du quartier s'élevait à 92 115 habitants. La population est un mélange très varié d'Européens de l'Est, d'Afro-Américains, d'Américains d'origine européenne, d'immigrants irlandais, d'Américains originaires des Caraïbes, des Latinos et d'Américains d'origine asiatique. Récemment, il y a eu un afflux de jeunes professionnels, homosexuels et artistes qui travaillent dans le quartier, ajoutant à sa diversité,.
Dorchester se subdivise en plusieurs quartiers : Adams Village, Ashmont Hill, Clam Point, Codman Square, Columbia Point, Edward Everett Square, Fields Corner, Four Corners, Franklin Field, Franklin Hill, Grove Hall, Jones Hill, Lower Mills, Meeting House Hill, Neponset, Popes Hill, Port Norfolk, Savin Hill et Uphams Corner.

## Géographie
Dorchester est situé au sud du centre-ville de Boston et est entouré par les quartiers de South Boston, Roxbury, Mattapan, South End et des villes de Quincy et Milton. La rivière Neponset sépare Dorchester de Quincy et Milton.
Dorchester est le plus grand et le plus peuplé quartier de Boston et comprend de nombreuses sections et places. Grâce à sa taille d'environ 1 550 ha, elle est souvent divisée à des fins statistiques en deux le Nord et le Sud de Dorchester. North Dorchester comprend la partie nord de Quincy Street, East Street and Freeport Street. Le principal quartier des affaires dans cette partie de Dorchester est Uphams Corner, à l'intersection de Dudley Street et Columbia Road. South Dorchester est bordé à l'est par Dorchester Bay et au sud par la rivière Neponset Les principaux quartiers d'affaires dans cette partie de Dorchester sont Fields Corner, à l'intersection de Dorchester Avenue et Adams Street, et Codman Square, à l'intersection de la rue Washington et Talbot Avenue.

## Démographie
Lors du recensement de 2010 la population du quartier s'élevait à 114 235 habitants contre 118 348 lors du recensement de 2000 soit une diminution de 3,8 %. La population de Dorchester est diverse d'un point de vue ethnique avec une petite majorité de Noirs (43 %) suivie des Blancs (22,2 %), les Hispaniques et Latino (17 %) et les Asiatiques (9,3 %). Le nombre d'habitations est de 45 133 contre 42 948 en 2000 soit une augmentation de 5,1 % avec un taux d'occupation en baisse passant de 94,5 % à 91,5%.
Le revenu moyen en 2009 s'élevait à 41 878 dollars, avec 13,9 % de la population ayant un revenu inférieur à 10 000 dollars et seulement 1,6 % supérieur à 200 000 dollars, par contre 20,6 % de la population a un revenu compris entre 60 000 et 100 000 dollars.

## Transports
Le quartier est desservi par cinq stations de la ligne rouge du métro, cinq stations de la Ligne à Grande Vitesse Ashmont - Mattapan, cinq stations sur la ligne Fairmount (en), dont 3 ont ouvert dans la dernière année (Newmarket, Four Corners et Talbot Avenue ) et diverses lignes de bus. Au cours de la dernière décennie, la branche Dorchester de la ligne rouge a eu des rénovations importantes, y compris les quatre stations de transport en commun rapide en cours de reconstruction à Savin Hill, Fields Corner, Shawmut et Ashmont. À la gare de Ashmont, la ville de Boston et l'état du Massachusetts en partenariat avec des investisseurs privés créent le Carrut, l'un des premiers Transit-oriented development ( TOD ),.

## Sites d’intérêts
De nombreux sites dont plusieurs classés au Registre national des lieux historiques (NRHP) :
- Bayside Expo & Conference Center (vendu à l'Université du Massachusetts de Boston en 2010)
- James Blake House, ancienne maison construite en 1671 sise 735 Columbia Road. Elle est classée au NRHP sous le numéro 74002350 depuis le 1er mai 1974.
- Captain Lemuel Clap House, maison de style colonial construite en 1767 située 199 Boston Street. Elle est classée au NRHP sous le numéro 74000911 depuis le 2 mai 1974.
- William Clapp House, maison construite en 1806 située au 195 Boston Street, elle est le siège de la Dorchester Historical Society. Elle est classée au NRHP sous le numéro 74000911 depuis le 2 mai 1974 comme elle se situe près de la Captain Lemuel Clap House.
- First Parish Church of Dorchester, église universaliste unitarienne édifiée en 1631[9].
- Franklin Park Zoo, parc zoologique de 29 ha ouvert au public en 1912 et géré par la ville de Boston depuis 1958.
- John F. Kennedy Presidential Library and Museum conserve les documents officiels et la correspondance de John Fitzgerald Kennedy, qui est président des États-Unis de 1961 à 1963.
- Neponset River State Reservation
- Commonwealth Museum[10].
- William Monroe Trotter House, maison de William Monroe Trotter cofondateur en 1901 du Boston Guardian (en) sise 97 Sawyer Avenue. Elle est classée au NRHP sous le numéro 76002003 depuis le 11 mai 1976.
- University of Massachusetts Boston Harbor Campus
- Massachusetts State Archives
- The Boston Globe
- Pope John Paul Park
- Meeting House Hill's Dorchester Park
- Hôpital Carney, hôpital communautaire d'enseignement

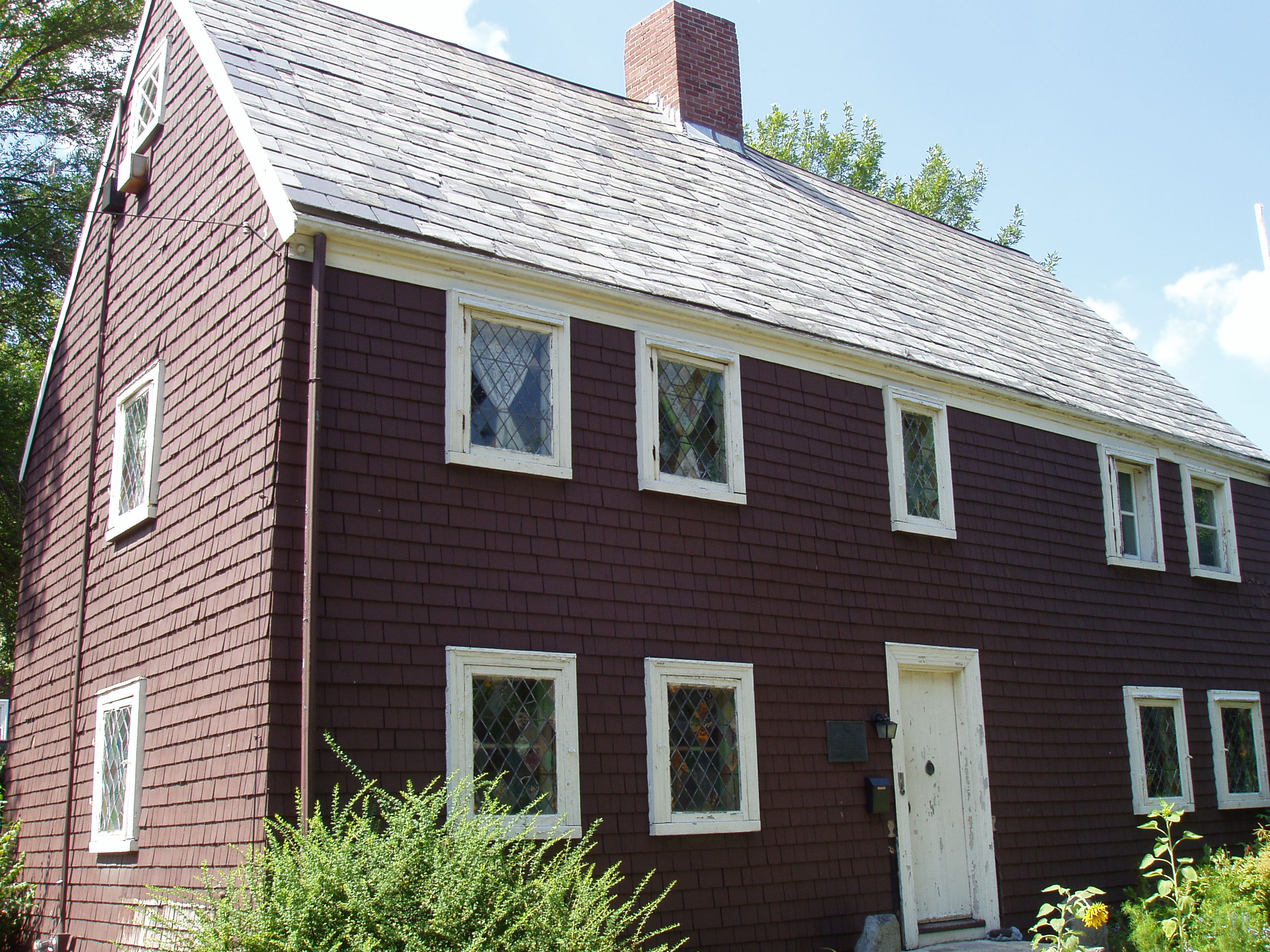
James Blake House
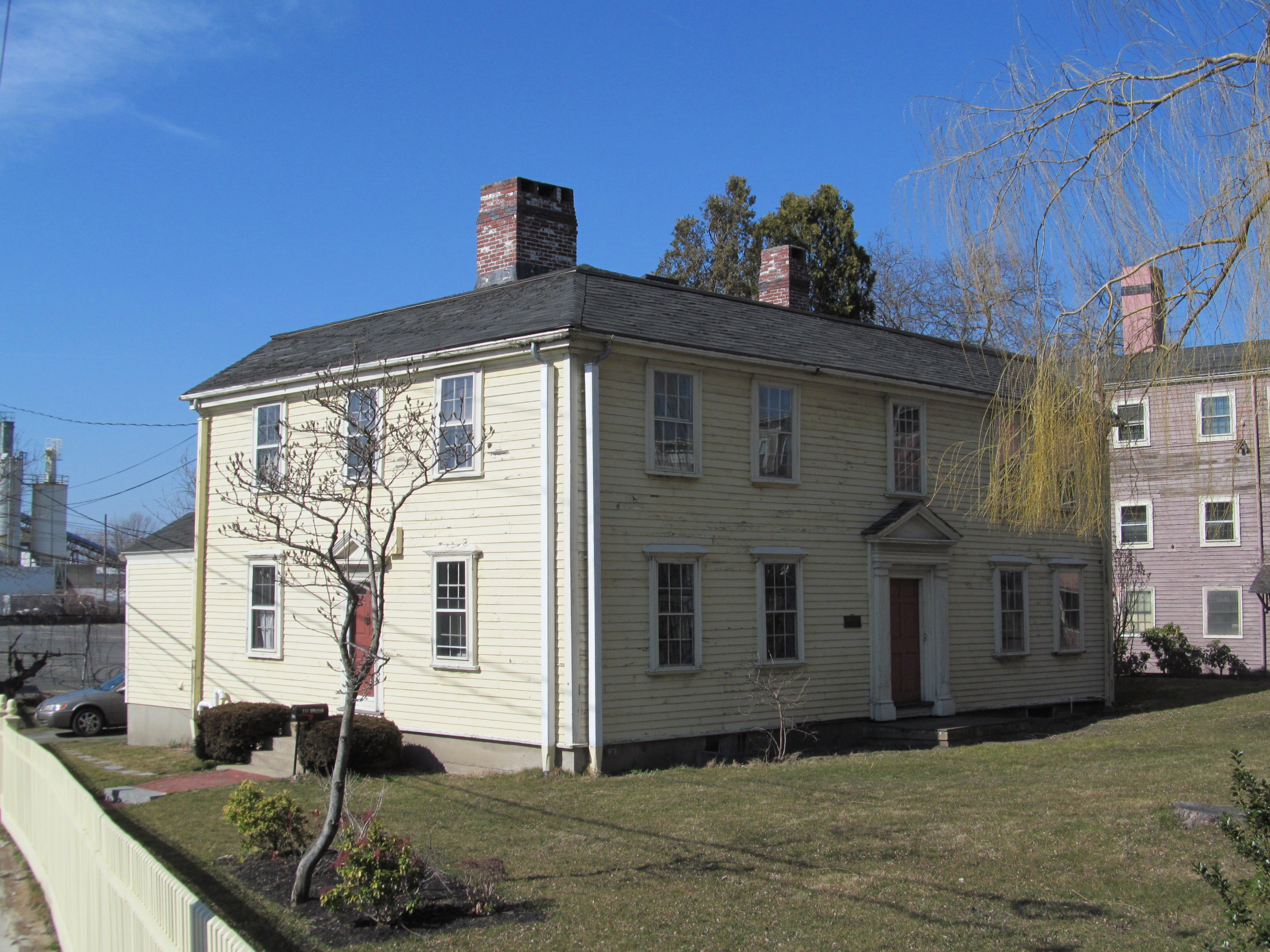
Captain Lemuel Clap House
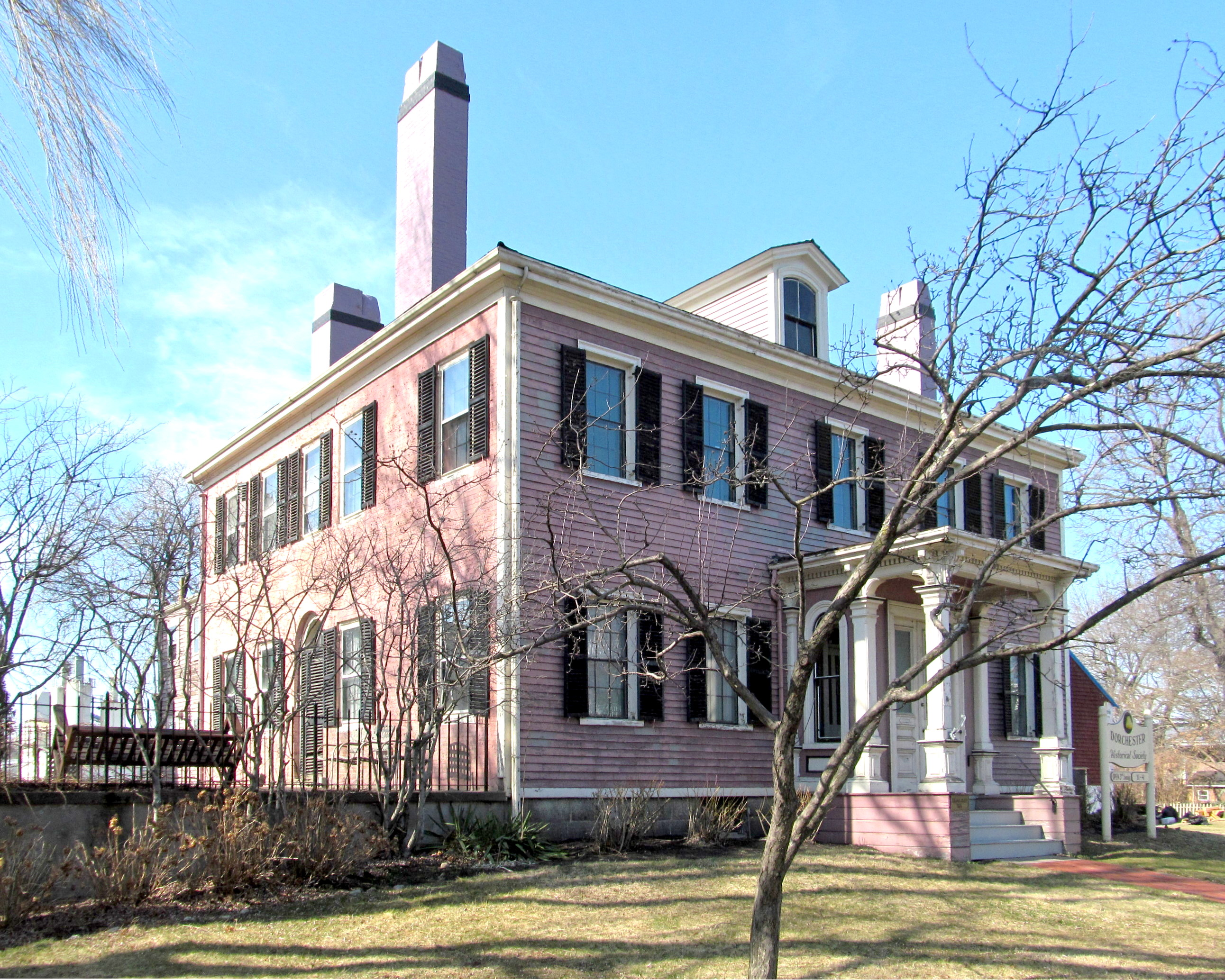
William Clapp House
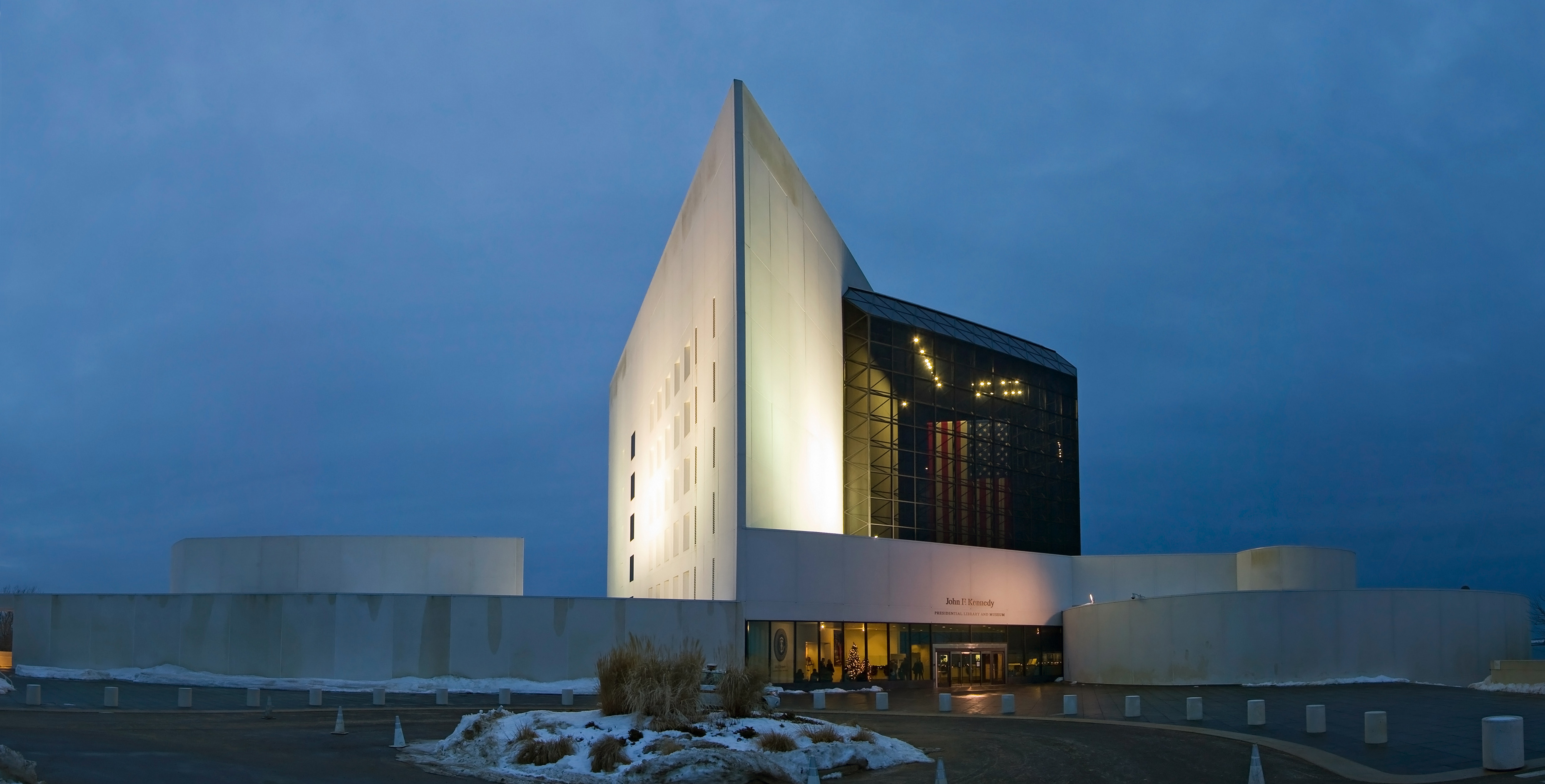
John F. Kennedy Presidential Library and Museum
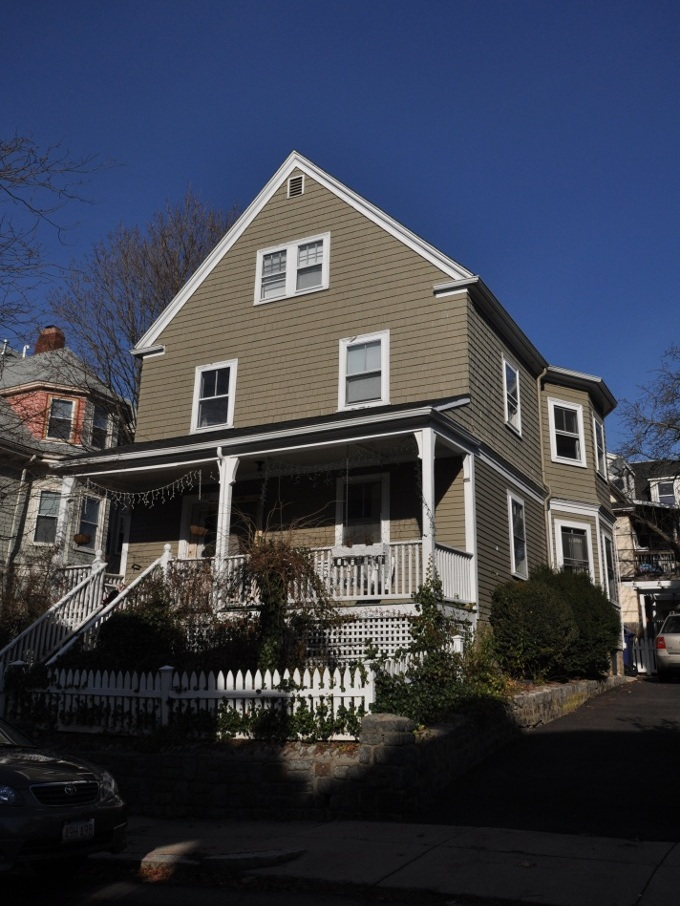
William Monroe Trotter House

## Personnalités liées au quartier
- Josephine Preston Peabody (1874-1922) y a passé le reste de sa vie, à l'exception des vacances et de plusieurs voyages à l'étranger, avant de se retirer à Cambridge.
- Samuel Turell Armstrong (en), (né le 29 avril 1784 à Dorchester - mort le 26 mars 1850), 14e Lieutenant-gouverneur du Massachusetts.
- Ray Bolger (né le 10 janvier 1904 à Dorchester - mort le 15 janvier 1987), acteur surtout connu pour avoir tenu le rôle de l'épouvantail dans Le Magicien d'Oz (The Wizard of Oz) en 1939.
- Sheldon Adelson (né le 4 août 1933 à Dorchester), directeur général de Las Vegas Sands.
- Dennis Lehane (né le 4 août 1965 à Dorchester, membre de la communauté irlandaise), écrivain dont la quasi-totalité des romans se déroulent à Boston et plus particulièrement à Dorchester. Chaque roman est pour l'auteur une occasion de décrire et d'analyser la vie et l'évolution des différentes communautés de la ville et leurs rapports parfois violents. Deux de ses romans se déroulant à Boston ont été adaptés au cinéma (Mystic River, adapté par Clint Eastwood, et Gone, Baby, Gone, adapté par Ben Affleck).

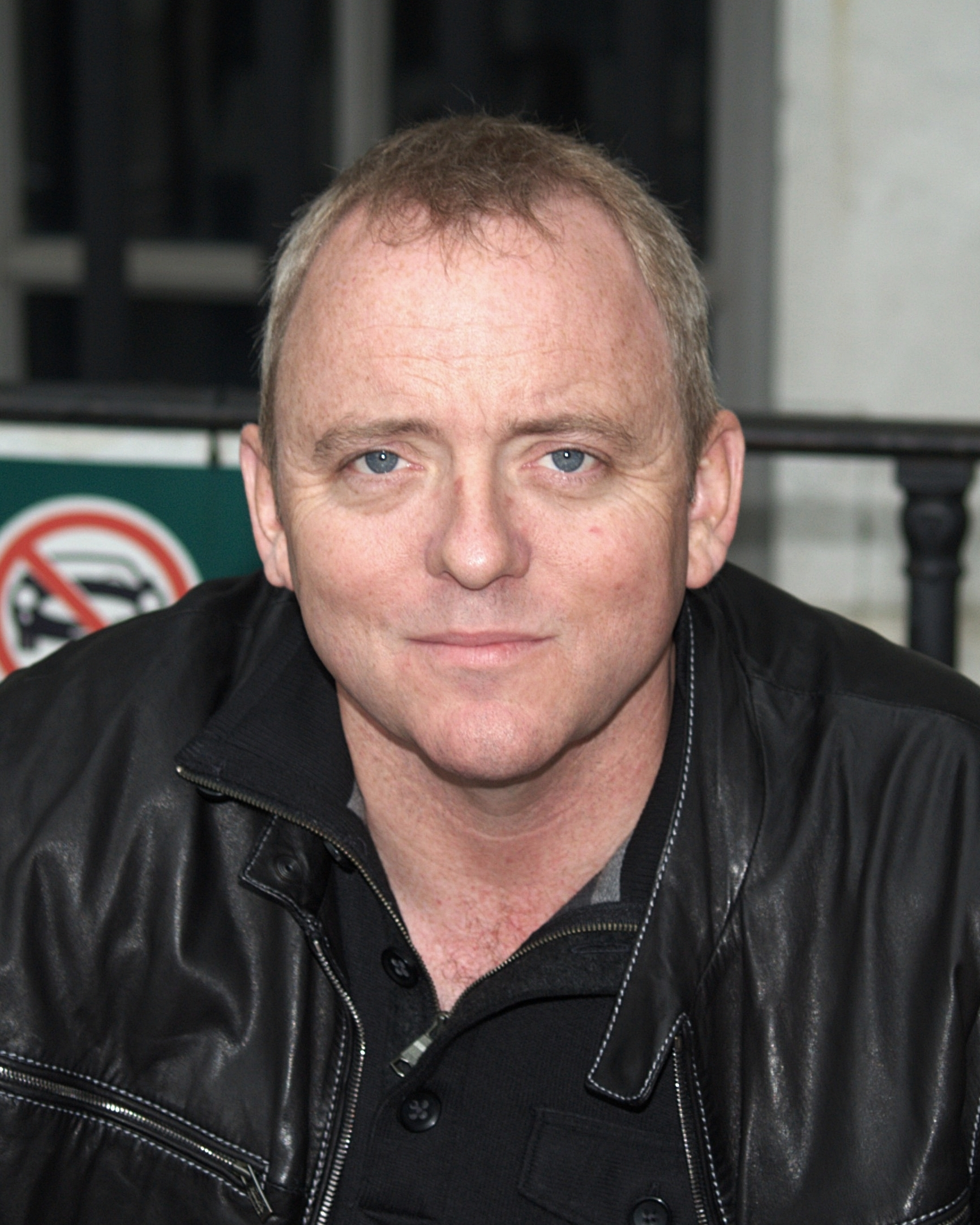
Dennis Lehane

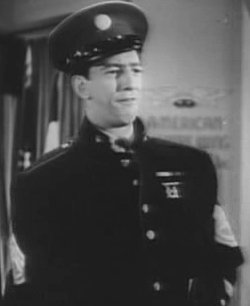
Ray Bolger dans Le Cabaret des étoiles (1943)
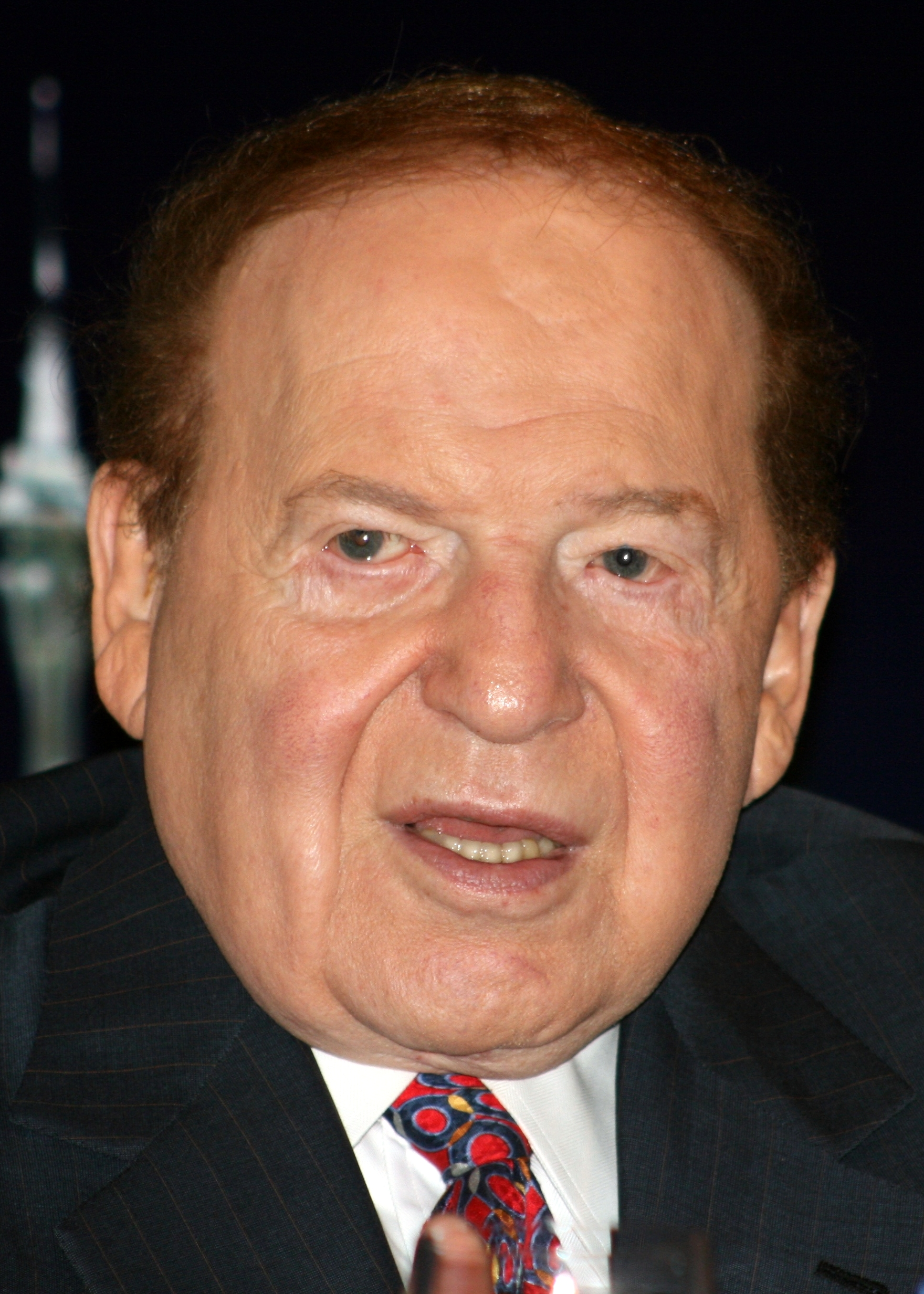
Sheldon Adelson en juin 1980

Des membres du groupe New Kids on the Block en sont originaires.